# Milan Buben
Milan Michael Buben (* 25. května 1946 Praha) je český historik, heraldik, vyučující na Katolické teologické fakultě a Filozofické fakultě UK, magistrální rytíř Suverénního řádu maltézských rytířů. Vystudoval na FF UK obor angličtina – čeština, v roce 1973 složil rigorózní zkoušku s volitelným předmětem obecné dějiny, roku 2011 úspěšně zakončil doktorské studium na katolické teologické fakultě UK.
Roku 2015 mu bylo uděleno čestné členství v Koruně České (monarchistické straně Čech, Moravy a Slezska).

## Výběrová bibliografie
- Heraldika, 1986
- Heraldik, 1987
- Suverénní řád maltézských rytířů v historii a současnosti, 1993
- Encyklopedie heraldiky: světská a církevní titulatura a reálie, 1994, 1997, 1999 a 2003
- Encyklopedie českých a moravských sídelních biskupů, 2000
- Encyklopedie řádů, kongregací a řeholních společností katolické církve v českých zemích, I. díl (Řády rytířské a křižovníci), 2002
- Encyklopedie řádů, kongregací a řeholních společností katolické církve v českých zemích, II. díl, 1. svazek (Řeholní kanovníci), 2003
- Encyklopedie řádů, kongregací a řeholních společností katolické církve v českých zemích, II. díl, 2. svazek (Mnišské řády), 2004